# Фронт свободы плюс
Фронт свободы плюс (африк. Vryheidsfront Plus (VF+), англ. Freedom Front Plus (FF+)) — южноафриканская политическая партия, отстаивающая идеи африканерского национализма и создания независимого государства — Фолькстата. Члены партии также придерживаются консервативной и классической либеральной идеологий. Была создана 1 марта 1994 года бывшим главнокомандующим Южно-Африканской армии (1976—1980) и Южно-Африканских сил обороны (1980—1985) Констандом Фильюном. Нынешний лидер — заместитель министра сельского, лесного и рыбного хозяйств, доктор Питер Мюльдер.

## История
Фронт свободы был основан 1 марта 1994 года частью правых африканеров во главе с Констандом Фильюном. Фильюн был широко известен в ЮАР как умеренно правый политик. К тому времени ни одна из африканерских националистических партий не была зарегистрирована для участия в парламентских выборах 1994 года, так как их считали антиконституционными. К удивлению многих, Фильюн решил зарегистрировать свою новую партию и принять участие в избирательной кампании. Фронт свободы получил 2,17 % голосов и 9 мандатов в Национальной ассамблее. Лучше всего партия выступила на севере страны, получив 4—6 % в таких провинциях, как Северо-Капская, Фри-Стейт, Северо-Западная, Гаутенг и Мпумаланга.
К следующим выборам в 1999 году популярность партии упала: она смогла получить 0,8 % голосов и три места в нижней палате парламента. В 2001 году Констанд Фильюн передал лидерство в партии Питеру Мюльдеру.
В 2003 году незадолго до очередных выборов Фронт свободы и несколько других правых африканерских партий (в частности бывшая главной оппозиционной партией эпохи апартеида — Консервативная партия) приняли решение объединиться под названием Фронт свободы плюс. Через некоторое время к партии присоединилось объединение Федеральный альянс. На выборах 2004 года поддержка партии немного возросла: за неё проголосовало 0,89 % избирателей, в результате Фронт получил 4 мандата.
На последних выборах Фронт свободы получил 0,83 % и вновь 4 мандата в Национальной ассамблее. В африканерском поселении Орания под руководством бывшего председателя Брудербонда Карла Бошоффа партии удалось набрать 86,73 % голосов. После выборов Питер Мюльдер был назначен заместителем министра сельского, лесного и рыбного хозяйств в правительстве нового президента ЮАР Джейкоба Зумы.

## Участие в выборах
| Парламентские \| Год \| Мандаты \| Голоса \| Голоса \| \| ---- \| ------- \| ------- \| ------ \| \| 1994 \| 9 \| 424 555 \| 2,17 % \| \| 1999 \| 3 \| 127 217 \| 0,80 % \| \| 2004 \| 4 \| 139 465 \| 0,89 % \| \| 2009 \| 4 \| 146 796 \| 0,83 % \| \| 2014 \| 4 \| 165 715 \| 0,90 % \| |         |         |        |
| Год | Мандаты | Голоса  | Голоса |
| 1994 | 9       | 424 555 | 2,17 % |
| 1999 | 3       | 127 217 | 0,80 % |
| 2004 | 4       | 139 465 | 0,89 % |
| 2009 | 4       | 146 796 | 0,83 % |
| 2014 | 4       | 165 715 | 0,90 % |

## Лидеры
- Констанд Фильюн — 1 марта 1994 — 26 июня 2001
- Питер Мюльдер — 26 июня 2001 — 12 ноября 2016
- Питер Груневальд — 12 ноября 2016 — по н.в.